# Мстители (телесериал)
Мстители (англ. The Avengers) — английский телевизионный сериал компании АВС, рассказывающей о паре агентов, которым приходится распутывать сложные и невероятные преступления, а также часто сталкиваться с суперзлодеями и фантастическими изобретениями учёных, поджидающими их на каждом шагу в экстравагантном мире Лондона.

## История и съёмки
Идея «Мстителей» появилась в сентябре 1960 года, когда продюсер Сидни Ньюмен сожалея о неудачном показе сериала «Полицейский-хирург», решил создать новый проект. Проработав характер главного героя, которого должен был играть тот же Иан Хендри, он создал его помощника — Джона Стида, правительственного агента. На роль помощника уже намечался его давний друг Патрик Макни. Причиной решения ввести второго героя в сериал был в основном результат увеличения продолжительности серии из получаса в час и Сидни понимал, что в одиночку, как и прежде, Яну будет сложно захватить интерес зрителя.
Патрика не пришлось долго уговаривать, хотя он уже и работал несколько месяцев продюсером документального сериала об Уинстоне Черчилле, он согласился на роль. Хорошее жалование и второстепенная роль — всё, чем можно было переманить на свою сторону начинающего продюсера. С Яном Хендри было ещё проще, он сам понимал банкротство сериала, потому был рад принять новое предложение. Когда после 13 эпизодов сериал закрыли, то и родились «Мстители». Случилось это в ноябре.
Первая видеозапись «Мстителей» состоялась 20 декабря 1960 года с серии «Горячий снег». Серия открывалась следующей сценой: один из членов криминальной группировки проникает в отделение хирургии и по ошибке доставляет белый порошок в пакетике в приёмную доктора Кила. Герой (доктор Дэвид Кил) в это время ведёт беседу с своей невестой Пегги, готовясь к свадьбе (ранее ошибочно считалось, что первая съёмочная сцена показывала гибель невесты героя от рук торговцев наркотиками).
В этот же день был отснят рекламный ролик, в котором были показаны Патрик Макни, Ян Хендри и Ингрид Хафнер (актриса, сыгравшая роль помощницы доктора Дэвида Кила). Художественные кадры этого ролика вошли в заставку к первому сезону.
27 декабря начались репетиции к первым двум эпизодам сериала составляющие общий сюжет — Дэвид Кил с секретным агентом Джоном Стидом искали убийц невесты доктора. Как и положено, месть свершилась в последней сцене второго эпизода. Отсюда и название сериала «Мстители».
«Горячий снег» был отснят 30 декабря на видеоплёнку и показан 7 января 1961 года в центральной и северной части Англии. Премьера в Лондоне состоялась только 18 марта того же года.
Актёр Патрик Макни (Джон Стид) впервые появился перед зрителем в середине эпизода, где Дэвид Кил встретил его на пороге квартиры доктора Треддинга.
Первое время персонаж Джона Стида не имел всего того шпионского набора, который зрители привыкли видеть на экране. Вместо этого был обычный длинный плащ и пальто, который он носил наряду с главным героем доктором Дэвидом Килом. Примерно в феврале 1961 года Сидни Ньюмен предложил Патрику создать другой антураж для Стида, что и было успешно введено после того, как тот в котелке и зонтом в руке появился на следующий день в студии. Собственно говоря, это и стало причиной начала популярности второстепенного героя в сериале.
Было запланировано 39 эпизодов первого сезона. Планы были сорваны осенью из-за кризиса на студии и оставшиеся 13 сценариев решили перенести во второй сезон. 9 сценариев использовали для эпизодов с Мартином Кингом и Венерой Смит, другие переработали и запустили с Кэти Гейл.
В период съёмок первого сезона было очевидно, что второстепенный персонаж — Джон Стид — имел больший успех у зрителей, нежели главный герой — доктор Кил, поэтому продюсеры решили в 27 эпизоде добавить для него помощницу, певицу Венеру Смит, и уделить больше времени приключениям секретного агента. Дэвид Кил должен был стать лишь подручным, а затем и вовсе кануть в Лету. Ян Хендри словно почувствовал это и пока продолжался кризис, уволился со студии.
Таким образом Стид стал главным героем начиная с 2 сезона. Подготовка к съёмкам началась в апреле 1962 года, после того как закончился кризис. Отсняв отброшенные 3 сценария 1 сезона с первым помощником агента Мартином Кингом, Стид наконец встретил постоянного партнёра в лице Кэти Гейл. Кастинг на её роль проводился в течение съёмок эпизодов с доктором Кингом. Продюсеры решили получить некоторое время на размышления о выборе актрисы и как только кандидатура была выбрана, быстро уволили актёра и заменили на Онор Блэкмен.
В то же время была найдена актриса на роль Венеры Смит, которая была альтернативой Кэти Гейл. После телевизионных показов было ясно что зрительские симпатии были на стороне последней и тогда выбор был сделан. Онор Блэкмен стала единственной партнёршей Джона Стида на оставшуюся часть второго и весь третий сезон.

## Производство
C 1960 по 1969 год было снято 6 сезонов, составляющих 161 серию.
Первые 3 сезона были сняты на видеоплёнку и были поставлены как телеспектакль. Последующие же показали сериал, как шпионское игровое шоу, снятое на киноплёнку.
1 сезон (1961) 26 серий
- Доктор Дэвид Кил & Джон Стид (23 серии)
- Доктор Дэвид Кил (2 серии)
- Джон Стид (1 серия)

2 сезон (1962—1963) 26 серий
- Джон Стид & Мартин Кинг (3 серии)
- Джон Стид & Венера Смит (6 серий)
- Джон Стид & Кэти Гейл (17 серий)

3 сезон (1963—1964) 26 серий
- Джон Стид & Кэти Гейл

4 сезон (1965—1966) 26 серий
- Джон Стид & Эмма Пил

5 сезон (1967) 24 серии
- Джон Стид & Эмма Пил

6 сезон (1968—1969) 33 серии
- Джон Стид & Тара Кинг (32 серии)
- Джон Стид, Эмма Пил & Тара Кинг (1 серия)

## Новые Мстители
Популярность эпизодов с Тарой Кинг во Франции привела к тому, что в 1975 году французским телевидением был снят рекламный ролик бренда шампанского с Торсон и Макни. Успех рекламы в свою очередь стимулировал интерес французов к финансированию новых эпизодов Мстителей.
Результатом явился сериал «Новые Мстители», в котором Патрик Макни появился с двумя новыми партнёрами: Майком Гамбитом (Gareth Hunt) и Purdey-Ружьё (Джоанна Ламли). В эфир новые серии вышли на телесети ITV в Великобритании (в 1976—1977), телеканале TF1 во Франции (1 сезон в 1976—1977, 2 сезон в 1979), телеканале CTV в Канаде и на телесети CBS в Соединённых Штатах (в 1978—1979). Последние четыре эпизода были полностью произведены канадскими спонсорами и сняты в Канаде, отчего иногда носили прокатное название «Новые Мстители в Канаде».

## Озвучка

### В России
Все 26 эпизодов 4 сезона были озвучены на русский язык в 2003 году В. Сонькиным.

#### Студия «Фильм-экспорт»
Студия озвучила 5 и 6 сезон сериала для показа по российскому ТВ.
- Джон Стид — Дмитрий Матвеев
- Эмма Пил — Марина Левтова
- Тара Кинг — Наталья Гурзо
- Мама — Александр Белявский

Сериал также озвучивали: Игорь Тарадайкин, Марина Константинова, Александр Рыжков, Борис Быстров, Владимир Конкин, Юрий Саранцев, Владимир Вихров, Александр Рахленко, Сергей Чекан, Артём Карапетян, Дмитрий Полонский, Елена Астафьева и другие...

## Трансляция

### В мире
Сериал был показан более чем в 120 странах:
- Франция: Chapeau melon et bottes de cuir (Шляпа-котелок и кожаные сапоги)
- Германия и Австрия: Mit Schirm, Charme und Melone (Вместе с зонтиком, обаянием и котелком)[5]
- Италия: Agente Speciale (Специальный агент)[6]
- Испания, Мексика и Южная Америка: Los Vengadores (Мстители)
- Португалия и Бразилия: Os Vingadores (Мстители)
- Нидерланды: De Wrekers (Мстители)[7]
- Турция: Tatlı — Sert (Милые — суровые)
- Греция: Οι Εκδικητές (Мстители)
- Израиль: הגומלים (Мстители)
- Финляндия: Herrasmiesagentti (Агент джентльмен)
- Польша: Rewolwer i melonik (Револьвер и шляпа-котелок)
- Румыния: Răzbunătorii (Мстители)
- Болгария: Отмъстителите (Мстители)
- Югославия: Osvetnici (Мстители)
- Словения: Maščevalci (Мстители)
- Тайвань: 復仇者 (Мстители). С октября 1971—1973 эпизоды с Эммой и Тарой были показаны вечером каждый четверг в 10 часов вечера.
- Южная Корея: 아벤저 (Мститель)
- Таиланд: เพื่อนใจสายลับ (Паренек-шпион) для сезонов 1-3, ขวัญใจสายลับ (Душка-шпионка) для сезонов 4-5, กลอยใจสายลับ (Милашка-шпионка) для сезона 6
- Гонконг: 雌雄神探 (Сыщик и женщина-детектив)
- Исландия: Skelegg skötuhjú (Пара с юморком)
- Япония: おしゃれ(秘)探偵 (Галантный тайный детектив) для сезона 4, スパイ(秘)作戦 (Шпионская секретная стратегия) и 事件をあばけ (Раскрытие происшествий) для сезонов 5-6. В некоторых регионах сериал шёл под названием ペアで捜せ (Я ищу пару), 秘密スパイ作戦 (Шпионская секретная миссия) и 私立探偵スティード (Частный детектив Стид) для сезонов 5-6.